# LDraw
LDraw (англ. Lego Draw) — вільне програмне забезпечення і відкритий стандарт формату файлів для комп'ютерної 3D-графіки, розроблений для створення бібліотеки блоків та віртуальних моделей Lego.

## Історія
У 1995, австралійський програміст Джеймс Джессіман (англ. James Jessiman) започаткував розробку безплатної програми під назвою L-CAD, яка мала лише інтерфейс командного рядка. Програма мала власний відкритий текстовий формат опису 3D моделей кубиків Lego, і була призначена для створення віртуальних моделей Lego. Формат отримав назву «LDraw» і швидко набув популярності серед програмістів та фанатів Lego.
25 липня 1997, у віці 26 років Джессіман, через ускладнення від захворювання на грип, помер.

### LDraw.org
З 2002, розробкою формату і бібліотеки блоків LDraw займається некомерційна організація LDraw.org, яка комунікує з офіційними представниками технічного відділу компанії Lego Group, а торговельна марка LDraw™ належить спадкоємцям Джессімана, з якими комунікують члени Наглядової ради LDraw (англ. LDraw Steering Committee, скорочено: LSB)[уточнити].
До розробки стандарту та створення бібліотеки блоків і наповнення репозиторію моделей залучена онлайн спільнота користувачів LDraw, учасником якої на волонтерських засадах може стати будь-який користувач мережі Інтернет.
Адміністратор сайту LDraw.org не одноразово був доповідачеми на щорічній конференції BrickCon.

### James Jessiman Memorial Award
Починаючи з 2001, щорічно символічною Меморіальною премією імені Джеймса Джессімана відзначають учасників, які зробили значний вклад у розвиток проєкту LDraw.org, а лауреатів визначають члени наглядової ради проєкту (англ. LDraw.org Steering Committee) після консультації з батьками Джеймса. Після 2005, премію стала повністю інтернет-премією, яку вручають лише віртуально повідомленням на вебсайті проекту.

#### Лауреати
| - 2001 — Steve Bliss - 2002 — (премія не вручалася) - 2003 — Jacob Sparre Andersen - 2004 — Lars C. Hassing - 2005 — Michael Lachmann - 2006 — Orion Pobursky - 2007 — Kevin Clague - 2008 — Philippe Hurbain - 2009 — Tim Courtney - 2010 — (премія не вручалася) - 2011 — Travis Cobbs - 2012 — Steffen Lohse |  | - 2013 — Magnus Forsberg - 2014 — Sergio Reano - 2015 — Roland Melkert - 2016 — Nils Schmidt - 2017 — Chris Dee - 2018 — Michael 'Mike' Heidemann - 2019 — Gerald Lasser - 2020 — Lasse Deleuran - 2021 — Leonardo Zide, автор LeoCAD. - 2022 — Takeshi Takahashi - 2023 — Massimo Maso - 2024 — (очікується у грудні 2024) |

## Опис формату
Формат LDraw описує 3D модель як набір геометричних примітивів полігональної сітки ("p", у вигляді трикутників, прямокутників, багатокутників, тощо) з яких складається геометрична форма 3D моделі блоку ("part"). Для створення примітивів і блоків використовують спеціалізовані редактори полігональної сітки. З кількох блоків ("part") складають 3D модель віртуальної моделі ("model"). Для створення віртуальних моделей використовують спеціалізовані програми (наприклад, LeoCAD) для збирання віртуальних моделей з бібліотек блоків LDraw — цей процес є аналогічним збиранню моделей Lego з кубиків Lego.
Файли формату LDraw є простими текстовими файлами у кодуванні UTF-8 (без BOM), у яких кожен рядок визначає властивість примітива, блоку чи 3D моделі.
LDraw формат дозволяє зберігати будь-які типи 3D моделей і є універсальним.
Розширення 3 основних типів файлів стандарту LDraw:
- DAT (.dat) — файли блоків, субблоків та стікерів, а також файли геометричних примітивів, з яких складають їх 3D-моделі;
- LDR (.ldr) — віртуальна модель Lego, що складається з 1 чи більше блоків;
- MPD (.mpd, англ. MultiParts Document) — файл моделі, зібраної з кількох файлів .ldr[17], а також може слугувати контейнером для файлів блоків моделі, і таким чином модель може бути повністю незалежною від зовнішніх бібліотек блоків.

Файли з розширеннями .ldr і .mpd ідентичні за синтаксисом із файлами .dat.
LDraw дозволяє розділяти модель на кроки, і таким чином структурувати модель, що своєю чергою дозволяє зберігати інструкція зі збирання моделі зберігається безпосередньо у файлі моделі, а також дозволяє створювати кроки з обертанням камери і навіть переміщенням блоків у сцені простим методом[уточнити]. Формат також дозволяє вкладати одну модель в іншу, таким чином створювати більші збірні моделі, що полегшує роботу над складними моделями. Це також робить формат компактним: замість визначення полігонів для кожного окремого шипа конкретного блоку, у файл блоку вставляється посилання на файл блоку з шипом, який може бути використаний таким чином багаторазово, з додатковою трансформацією положення за необхідності у кожному окремому блоці, незалежно один від одного.
Блоки, моделі, субмоделі, та полігони є незалежними від моделей Lego (лише бібліотека блоків пов'язана з моделями Lego, бо вона описує конкретні кубики Lego).

### Опис блоку
Кожен файл блоку у форматі DAT починається з кількох (від 3 і більше) стандартних рядків що місять назву блоку, назву поточного файлу, ім'я автора, назву ліцензії згідно умов якої створено блок, а також перелік категорій, ключових слів, тощо.

### Система одиниць

Розміри елементів справжніх кубиків Lego

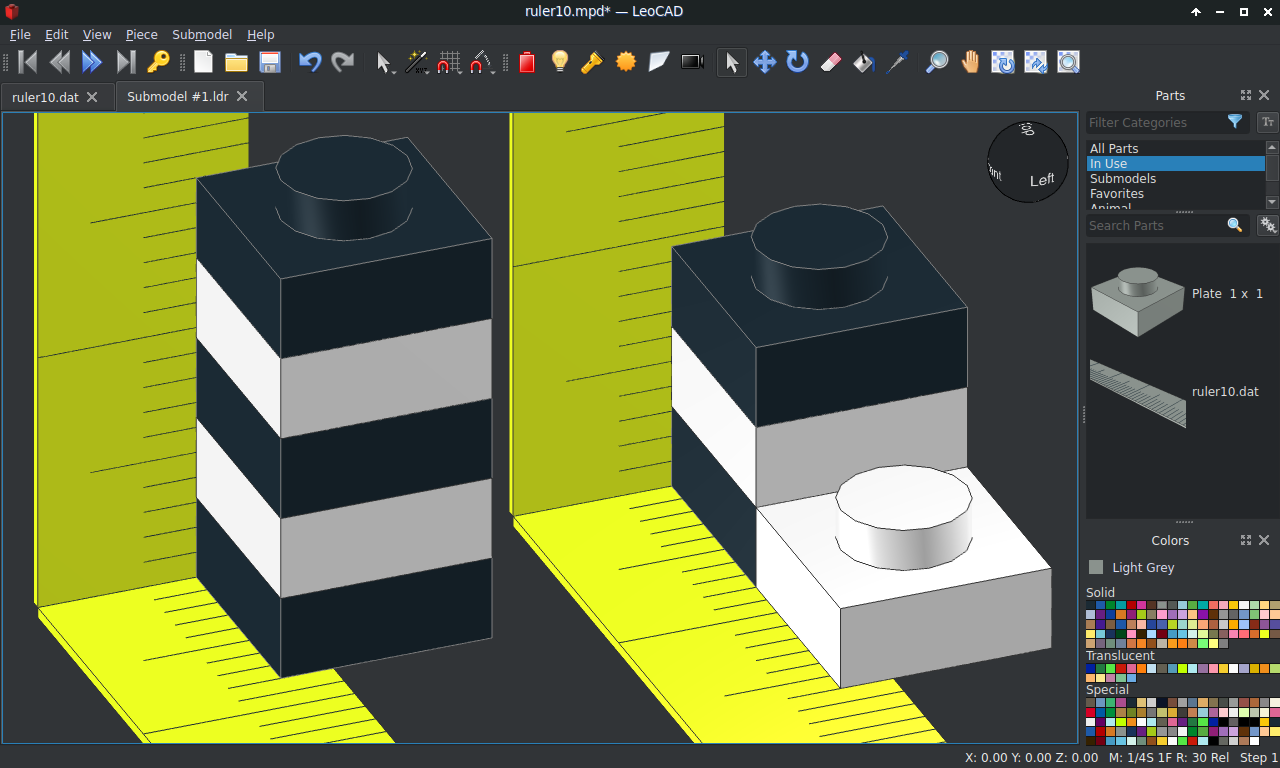
Вимірювання розмірів блоків LDraw у LeoCAD блоком "лінійка" (ціна поділки: 1 мм)

LDU (LDraw Unit) — базова одиниця довжини у системі одиниць стандарту LDraw, дорівнює 1⁄20 кроку шипів (тобто, відстан між центрами двох сусідніх шипів), наближено дорівнює 0.4 мм.
| 1 =                                                                                        | LDU  | мм   | LU  | Flat | P    | Stud | Brick | in   | Коментар                                                                                       |
| ------------------------------------------------------------------------------------------ | ---- | ---- | --- | ---- | ---- | ---- | ----- | ---- | ---------------------------------------------------------------------------------------------- |
| LDU                                                                                        |      | 0.4  | 1⁄4 | 1⁄8  | 1⁄20 | 1⁄20 | 1⁄24  | 1⁄64 | LDraw Unit — базова одиниця                                                                    |
| мм                                                                                         | 21⁄2 |      | 5⁄8 | 5⁄16 | 1⁄8  | 1⁄8  | 7⁄64  | 3⁄64 | міліметр = 0.1 см = 0.01 дм = 0.001 м                                                          |
| LU                                                                                         | 4    | 1.6  |     | 1⁄2  | 1⁄5  | 1⁄5  | 1⁄6   | 1⁄16 | Lego Unit = 1 p («plastic») — товщина стінки кубика                                            |
| Flat                                                                                       | 8    | 3.2  | 2   |      | 2⁄5  | 2⁄5  | 1⁄3   | 1⁄8  | висота пластинки («plate») без шипа — відстань між краями двох сусідніх шипів (не діагонально) |
| P                                                                                          | 20   | 8.0  | 5   | 21⁄2 |      | 1    | 5⁄6   | 5⁄16 | крок шипів («pin step») — відстань між центрами двох сусідніх шипів (не діагонально)           |
| Stud                                                                                       | 20   | 8.0  | 5   | 21⁄2 | 1    |      | 5⁄6   | 5⁄16 | ширина кубика (справжнього: P-0.2 мм = 7.8 мм)                                                 |
| Brick                                                                                      | 24   | 9.6  | 6   | 3    | 1⁄2  | 1⁄2  |       | 3⁄8  | висота кубика (без висоти шипа)                                                                |
| in                                                                                         | 64   | 25.4 | 16  | 8    | 31⁄5 | 31⁄5 | 31⁄12 |      | англ. inch (дюйм) = 1⁄12 ft (фут) = 1⁄36 yd (ярд)                                              |
| Примітки: розміри в in і мм наближені (у мм — з округленнями до першого десяткового знаку) |      |      |     |      |      |      |       |      |                                                                                                |

Деякі редактори (наприклад, LeoCAD) відображають розміри і координати положення блоків лише в одиницях LDU. Для перетворення реальних розмірів об'єктів у одиниці LDU, користувачами LDraw було створено кілька допоміжних блоків у форматі LDraw у вигляді лінійок з різними одиницями вимірів, які можна використовувати безпосередньо у редакторах LDraw під час візуальногювання, зокрема під час моделювання масштабних моделей.

### Масштаб
Масштаб для масштабних моделей (відповідно мініфігурок LEGO): 1:421⁄2 (наближено 1:42 або 1:43).
Також як основний використовують й інші популярні масштаби у моделізмі від 1:32 до 1:48.

### Текстури
LDraw формат дозволяє вбудовувати файли растрових зображень (як текстур) безпосередньо у файли LDraw з використанням кодування base64. Наприклад, фрагмент коду файла LDraw з вбудованим зображенням Прапора України розміром 48x32 пікселі виглядатиме так:
```
0 !TEXMAP START PLANAR   -20 -0.25 30   20 -0.25 30   -20 -0.25 -30  Flag_UA.png

48x32

4 16   -20 -0.25 30   -20 -0.25 -30   20 -0.25 -30   20 -0.25 30
0 !TEXMAP END

0 !DATA Flag_UA.png
0 !: iVBORw0KGgoAAAANSUhEUgAAADAAAAAgAgMAAAApuhOPAAAABGdBTUEAALGPC/xhBQAAACBjSFJN
0 !: AAB6JgAAgIQAAPoAAACA6AAAdTAAAOpgAAA6mAAAF3CculE8AAAACVBMVEUAV7f/1wD////m/Uym
0 !: AAAAAWJLR0QCZgt8ZAAAAAd0SU1FB+gJFhcHNDk9jvoAAAARSURBVBjTY2AYZiAUCQwDDgDpFz/B
0 !: lfiQXwAAACV0RVh0ZGF0ZTpjcmVhdGUAMjAyNC0wOS0yMlQyMzowNzo1MiswMDowMLzlcdwAAAAl
0 !: dEVYdGRhdGU6bW9kaWZ5ADIwMjQtMDktMjJUMjM6MDc6NTIrMDA6MDDNuMlgAAAAAElFTkSuQmCC

```

, де Flag_UA.png — ім'я файла, у тому вигляді, як воно виглядало на момент вбудовування файла зображення у файл LDRaw, і це ім'я використовується як посилання на відповідну текстуру. Це ім'я може бути в подальшому змінене.

### Приклади файлів

#### 3003.dat(блок кубика 2x2)
```
0 Brick  2 x  2
0 Name: 3003.dat
0 Author: James Jessiman
0 !LDRAW_ORG Part UPDATE 2002-03
0 !LICENSE Redistributable under CCAL version 2.0 : see CAreadme.txt

0 BFC CERTIFY CCW

0 !HISTORY 2001-10-26 [PTadmin] Official Update 2001-01
0 !HISTORY 2002-05-07 [unknown] BFC Certification
0 !HISTORY 2002-06-11 [PTadmin] Official Update 2002-03
0 !HISTORY 2007-05-07 [PTadmin] Header formatted for Contributor Agreement
0 !HISTORY 2008-07-01 [PTadmin] Official Update 2008-01

1 16 0 4 0 1 0 0 0 -5 0 0 0 1 stud4.dat

0 BFC INVERTNEXT
1 16 0 24 0 16 0 0 0 -20 0 0 0 16 box5.dat

4 16 20 24 20 16 24 16 -16 24 16 -20 24 20
4 16 -20 24 20 -16 24 16 -16 24 -16 -20 24 -20
4 16 -20 24 -20 -16 24 -16 16 24 -16 20 24 -20
4 16 20 24 -20 16 24 -16 16 24 16 20 24 20

1 16 0 24 0 20 0 0 0 -24 0 0 0 20 box5.dat

1 16 10 0 10 1 0 0 0 1 0 0 0 1 stud.dat
1 16 -10 0 10 1 0 0 0 1 0 0 0 1 stud.dat
1 16 10 0 -10 1 0 0 0 1 0 0 0 1 stud.dat
1 16 -10 0 -10 1 0 0 0 1 0 0 0 1 stud.dat

```

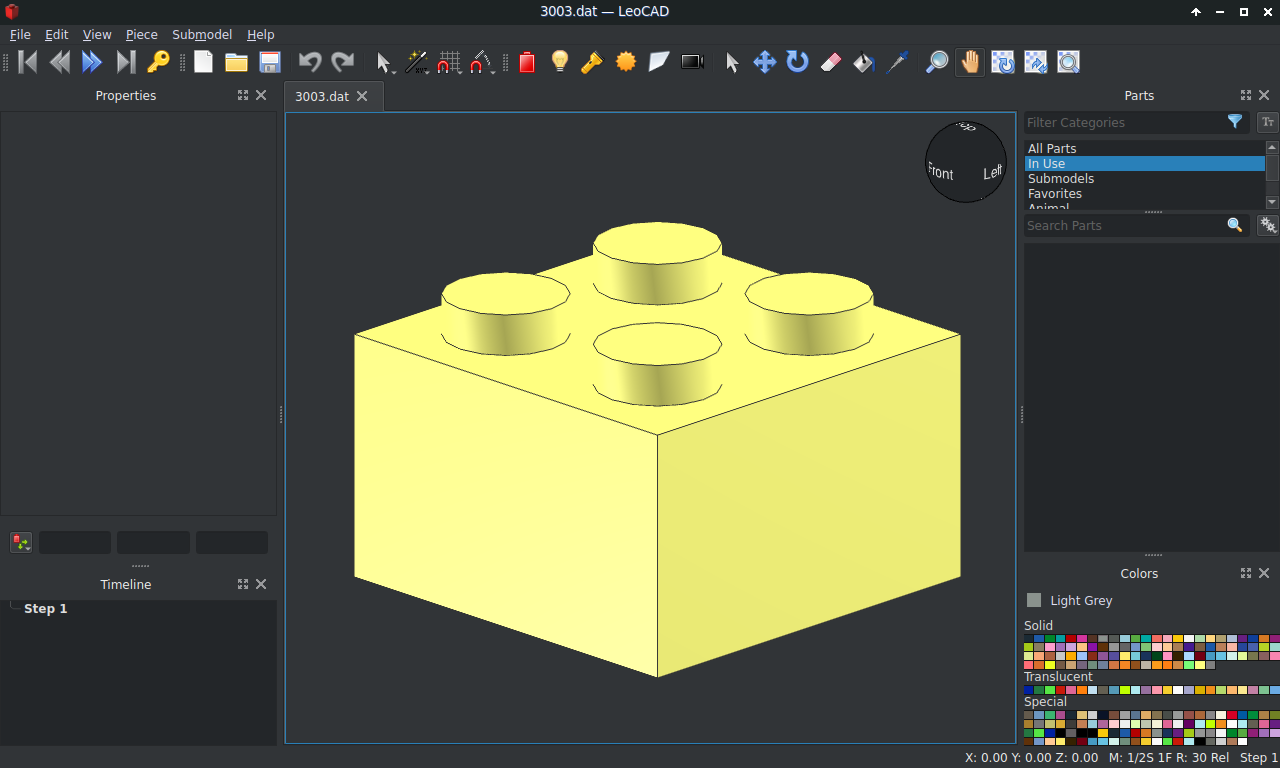
Файл блоку LDraw "3003.dat" у LeoCAD

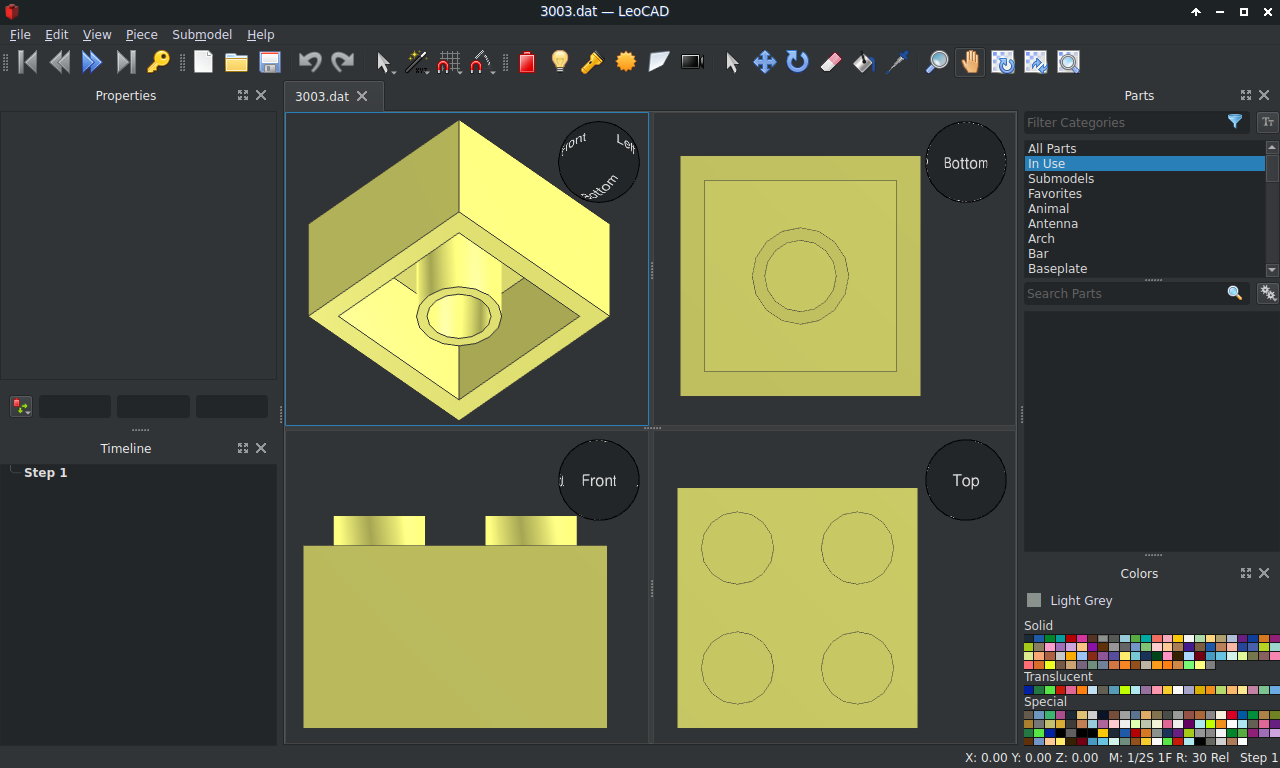
"3003.dat" (вигляд знизу, збоку і зверху)

Код приведений вище визначає 3D модель блоку стандартного кубика 2x2 (Lego ID: 3003). Він складається з  п'ятисторонньої коробки (box5.dat, орієнтація назовні) і інвертованої п'ятисторонньої коробки (орієнтація всередину), з'єднання країв цих двох коробок, що складається з 4 прямокутників (4 ліній кромок, лінії починаються з команди 4), 4 шипів зверху (stud.dat) і довгого гнізда знизу (stud4.dat).
Усі лінії у LDraw розпочинаються з Command Number, де 0 означає No Command (з часом, деякі лінії що розпочинаються з 0 і спеціальних слів у верхньому регістрі було прийнято у стандарт як Meta Commands).
Команда 1 вкладає субфайл — визначає шлях до файлу і матрицю трансформації  яка має бути застосована до вкладеного файлу, а також колір (color, де значення 16 означає "використовуати колір який був визначений при вкладенні у поточний файл").
Команда 4 визначає прямокутний полігон. Також є команди які визначають пласкі лінії (2D). Такі лінії дають чітке відображення блоку навіть за відсутності ефекту тінювання поверхні при ортографічному рендерингу.

#### pyramid.ldr(модель піраміди)
Нижче приведено код моделі піраміди, створеної з блоків стандартних кубиків 2x4 (Lego ID: 3001) зі зміною кольору, та з блоком кубика 2x2 зверху піраміди (останній крок).

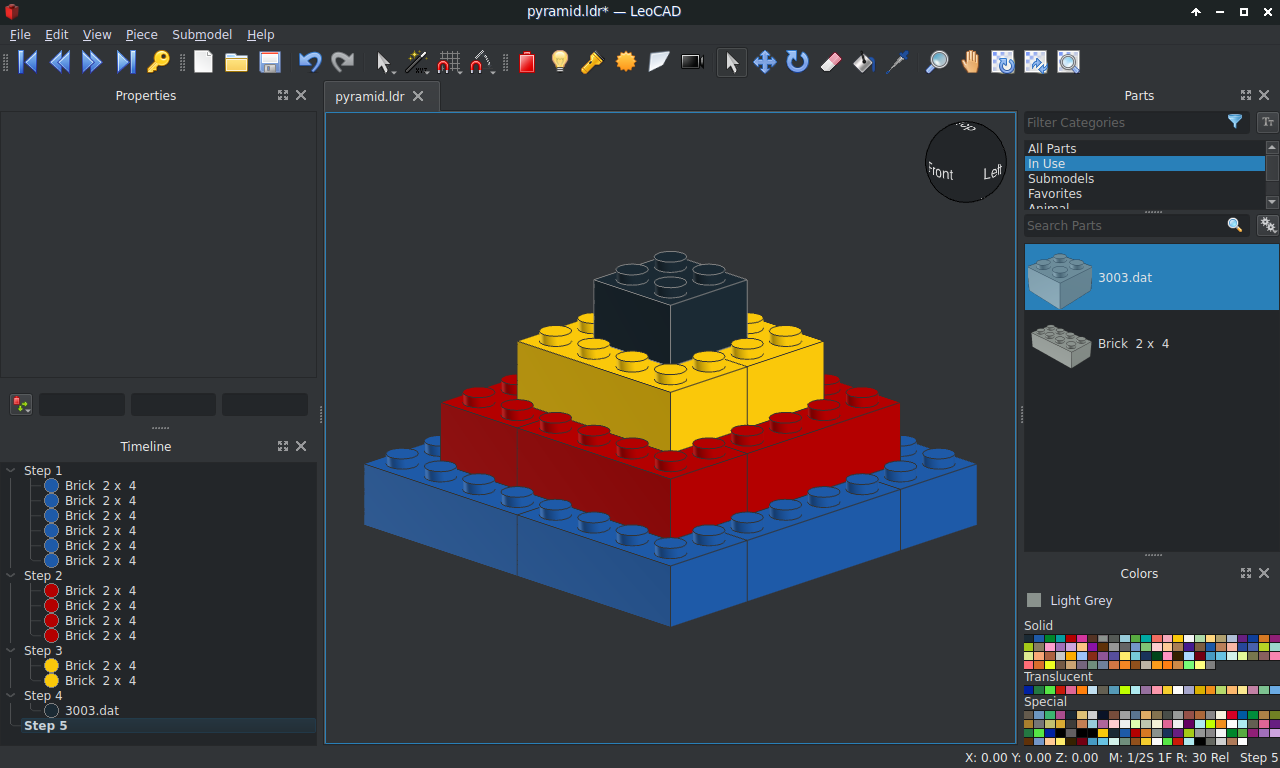
Файл моделі LDraw "pyramid.ldr" у LeoCAD

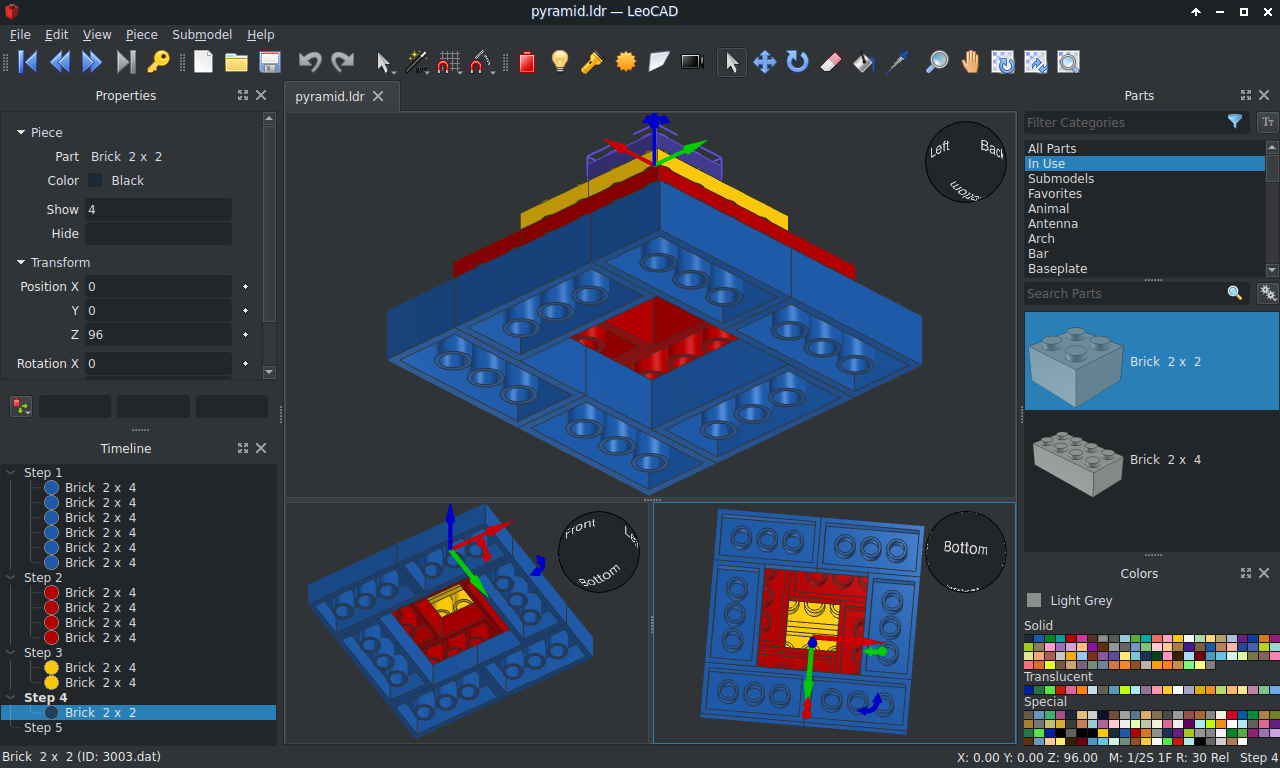
Модель LDraw "pyramid.ldr" (вигляд знизу)

```
0 Example Pyramid for Demonstration of LDRAW Library
0 Name: pyramid.ldr
0 Author: James Jessiman

1 1 -40 -24 60 1 0 0 0 1 0 0 0 1 3001.dat
1 1 40 -24 60 1 0 0 0 1 0 0 0 1 3001.dat
1 1 60 -24 0 0 0 1 0 1 0 -1 0 0 3001.dat
1 1 40 -24 -60 1 0 0 0 1 0 0 0 1 3001.dat
1 1 -40 -24 -60 1 0 0 0 1 0 0 0 1 3001.dat
1 1 -60 -24 0 0 0 1 0 1 0 -1 0 0 3001.dat

0 STEP

1 4 -20 -48 40 1 0 0 0 1 0 0 0 1 3001.dat
1 4 40 -48 20 0 0 1 0 1 0 -1 0 0 3001.dat
1 4 20 -48 -40 1 0 0 0 1 0 0 0 1 3001.dat
1 4 -40 -48 -20 0 0 1 0 1 0 -1 0 0 3001.dat

0 STEP

1 14 0 -72 20 1 0 0 0 1 0 0 0 1 3001.dat
1 14 0 -72 -20 1 0 0 0 1 0 0 0 1 3001.dat

0 STEP

1 0 0 -96 0 1 0 0 0 1 0 0 0 1 3003.dat

0 STEP

```

## Бібліотеки блоків
Серед готових до використання блоків у форматі LDraw є кілька бібліотек блоків у вигляді деталей з наборів конструкторів різних виробників.

### Офіційні блоки
Спільнота авторів блоків LDraw.org дозволяє долучення до офіційної бібліотеки блоків лише блоків на основі існуючих офіційних кубиків Lego, і ця умова прописана у візії проекту (але схема нумерації файлів блоків частково відмінна від нумерації використовуваної сайтом BrickLink):
We are also keeping in the spirit of James' original program and staying dedicated to only LEGO® brand building bricks. This means the only pieces you will see in the official LDraw.org Parts Library will be representations of ones made by LEGO®.
[...]
Individuals have created various parts for non-LEGO brand building bricks, and this is OK with us. They are free to do as they wish, and free to post the libraries of pieces on their own respective websites. However, [such] the pieces will not be posted on this website and will not be a part of an official LDraw.org parts release.— LDraw.org, Community: Our Vision Regarding Quality, Brand and the LDraw Name, https://www.ldraw.org/article/239.html
Станом на 2024, офіційна бібліотека блоків LDraw.org вже містить переважну більшість кубиків з усіх існуючих офіційних наборів Lego різних серій, зокрема з таких серій як:
- Classic — серія Lego наборів раннього випуску з базовими кубиками;
- Animals, Dino — серії Lego з кубиками у формі різних тварин і динозаврів.
- Bionicle — серія Lego наборів з кубиками для складання фігурок біонічних роботів (деталі мають складну криволінійну форму і спеціальні шарнірні з'єднання та є обмежено суміснісими з кубиками інших серій);
- Creator, Icons, Model Team — серія Lego з кубиками спеціальної форми у вигляді частин різних транспортних засобів (літаків, автомобілів, тощо);
- DUPLO — серія Lego з кубиками збільшеного розміру, призначена для дітей молодшого віку;
- Minifig (мініфігурки Lego) — збірні моделі людей, тварин та художніх персонажів, а також моделі аксесуарів для них (одяг, посуд, тощо)[32][33].
- MODULEX[34][35] — серія Lego з кубиками зменшеного розміру, призначена для архітектурного проєктування;
- Technic, MINDSTORMS, Education, Powered Up[36] — серії Lego для робототехнічного та електротехнічного моделізму;
- Town, City, Friends — серія Lego для урбаністичного моделізму в масштабі мініфігурок Lego (деталі мають форму елементів конструкцій будинків, меблів, транспорту);
- Trains[37] — серія Lego для залізничного моделізму з деталями у вигляді елементів конструкції залізниць (колій, перемикачів) та залізничного транспорту (локомотивів, вагонів).

Офіційна бібліотека постійно доповнються блоками раніше відсутніх моделей кубиків Lego та моделями нових кубиків Lego. Для відслідковування існючих кубиків використовують спеціалізовані сайти, які займаються каталогізацією кубиків з наборів Lego (Rebrickable, BrickOwl, Peeron, BrickArchitect), у тому числі й офіційні каталогізатори Lego Replacement Pieces та BrickLink Inventories Reference.
Процес створення нового блоку у форматі LDraw називається англ. "Authoring".
Для відслідковування останніх оновлень у офіційній бібліотеці блоків на сайті проекту створено окрему сторінку, де кожен може побачити які блоки були нещодавно додані чи змінені.
Кожен користувач може долучитися до створення все ще відсутніх блоків, за умов дотримання вимог описаних у візії проекту та правилах і вимогах до авторів блоків.

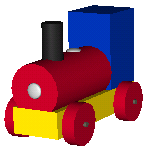
Дерев'яний потяг (3D модель іграшки у форматі LDraw зібрана, з неофіційних блоків, не схожих на кубики Lego)

1 квітня 2015, Віллі Тщагер (англ. Willy Tschager, один з адміністраторів сайту LDraw.org) опублікував у розділі форуму з офіційними анонсами анонс з новиною про те, що Наглядова рада LDraw.org вирішила дозволити долучати в офіційну бібліотеку і блоки на основі конструкторів клонів LEGO (які виготовляють ідентичні блоки або навіть клонують офіційні набори LEGO), а не лише на основі офіційних кубиків LEGO. Цей анонс опублікували профільні видання, і ця новина також обговорювалася на інших профільних форумах. Наступного дня в заголовок оригінального анонсу було додано примітку про те, що це був першоквітневий жарт і опубліковано коментар з роз'ясненнями:
| | Після того як ми отримали розлючені, проте розважливі коментарі, Наглядова рада LDraw вирішила продовжити дискусію щодо дозволу на долучення [блоків для] кубиків-клонів [конструктора Lego] :-) PS. Якщо серйозно, Chris наразі запропонував додати мета-команду !SYSTEM для кращого розділення блоків серій [Lego] Technic, Duplo, Fabuland. Виглядає як перше завдання для нового складу LSB. |
| — Віллі Тщагер, Re: [April Fool's Prank] LDraw.org opens to LEGO clone bricks, https://forums.ldraw.org/thread-16041-post-16046.html | |

У жовтні 2016, було вирішено дозволити долучення до офіційної бібліотеки LDraw.org блоків на основі LEGO-сумісних кубиків від сторонніх компаній-виробників, які не виготовляють клони кубиків LEGO (для блоків від брендів які клонують існючі кубики LEGO заборона залишається). Такі кубики відносяться до категорії "Third Party" (раніше більшість з таких блоків відносилося до категорії неофіційних блоків).

### Неофіційні блоки
- Неофіційна бібліотека блоків LDraw.org (або ldrawunf.zip[30]) — збірка блоків, які ще не долучені до офіційної бібліотеки блоків[53][54], з тих чи інших причин (наприклад, щойно створені користувачами блоки, які все ще потребують доопрацювання[55][56][57][58]).
- Конструктори сумісні з Lego (доповнення для мініфігурок Lego, тощо): Fx Bricks[59][60], Hubelino[61] (кубики для створення Marble machine), m-Bitbeam[62], L-Gauge.org[63][64][65] (деталі потягів і залізничні колії для серії Lego Trains[66][67][68][69][70][71]), Make-It Blocks[72] та інші[73][74][75].
- Конструктори частково сумісні з Lego: Nanoblock[en][76], Minibrix[en][77], TENTE[en][78][79][80][81], VEX IQ[82][83] — конструктор від VEX Robotics[en] для робототехнічного моделізму (на сайті виробника конструктора доступний спеціальний редактор SnapCAD, створений на основі безплатного редактора MLCAD[84] з вбудованою бібліотекою блоків у форматі LDraw[85], а користувачами створено неофіційні бібліотеки блоків у форматі LDraw та в інших форматах[86]).
- Блоки власного дизайну на основі стандартів Lego: оригінальні мініфігурки LEGO створені в одиничних екземплярах або лиш у вигляді 3D-моделей (Female Minifigs[87], Minifig Torso Boobs[88]), різні технічні блоки для LDraw (допоміжні блоки для моделювання[25][89]), блоки моделей кубиків власного дизайну для 3D-друку[90][91][92], візуалізації[87][88], створення відеоігр, тощо[93][94][95]. Блоки кубиків оригінального дизайну, які не доступні для широкого загалу, не долучаються до офіційної бібліотеки, а натомість авторам моделей і дизайнерам блоків рекомендується долучати такі блоки у форматі DAT/LDR безпосередньо у файли моделей у форматі MPD.
- LEGO-клони: до клонів відносять кубики виготовлені іншими компаніями-виробниками на основі ідентичних кубиків або дуже подібних LEGO. У більшості випадків це дешеві китайські бренди пластикових конструкторів (також відомі під загальною назвою "Communist LEGO"), але є й виробники з інших країн які виробляють подібні до LEGO конструктори та набори, наприклад канадська компанія Mega Bloks[en][96] (серед продукції є конструктори подібні до класичних кубиків LEGO та LEGO DUPLO, український аналог LEGO DUPLO виробляє ТехноК). Команда LDraw.org не підтримує створення блоків LDraw для LEGO-клонів, які випускаються виробником у вигляді самодостатніх конструкторів (на відміну від сумісних кубиків, які портребують оригінальні кубики LEGO), а також забороняє долучення до офіційної бібліотеки подібних блоків, проте користувачі можуть створювати блоки у форматі LDraw для таких конструкторів для власних потреб.

### Несумісні з LEGO блоки
Це бібліотеки блоків у форматі LDraw для деталей іграшкових конструкторів інших компаній та інших типів, які не пов'язані і не схожі на Lego, і так як LDraw є універсальним форматом, то бібліотеки готових неофіційних блоків були створені для великої кількості різноманітних конструкторів, у першу чергу різних конструкторів початку і середини XX століття.
- Конструктори для архітектурного моделізму: Anchor Stone Blocks[en] (нім. Anker-Steinbaukasten; окрім бібліотеки у форматі LDraw, існує також спеціальний безплатний редактор AnkerCAD[101], не сумісний з LDraw); BAYKO[en][100]; Castle Molds[102][103] (від Hirst Arts Fantasy Architecture[104]), MOBACO[nl][100][105] та інші конструктори XIX—XX століття[100]. Моделі з наборів таких конструкторів також можуть бути імітаційно відтворені з використанням лише стандартних кубиків Lego[106].
- Конструктори на основі прутків: K'NEX[107][108], Lincoln Logs[107][108].
- Пласкі 2D пазли: Fun with Architecture[107][108], різноманітні мозаїки[109].
- Конструктори з металевими і пластиковими деталями (з'єднуваними гвинтами, болтами, пазами, тощо): Fischertechnik[110]. Окрім того:
  - для MECCANO[en] (відомий як Erector Set[en] у США) існує спеціальний безплатний редактор VirtualMEC[111], а також набори блоків для інших програм, зокрема для вільної САПР OpenSCAD[en][112][113];
  - STEMFIE, вільний конструктор для 3D-друку, надає бібліотеки блоків у форматах STEP, STL, FreeCAD[114] та OpenSCAD[115][116];
  - для MakerBeam[117] (конструктор подібний до Fischertechnik) і подібних конструкторів у більшості сучасних САПР є спеціальні модулі, які дозволяють створювати моделі на основі алюмінієвих профілів з T-подібними пазами  для складання каркасів різних пристроїв[118][119].
- Конструктори з магнітними та іншими типами з'єднань деталей: Станом на 2024, бібліотеки блоків у форматі LDraw не створювалися (хоча кілька блоків для подібних кубиків серії LEGO Trains вже створені і наявні в офіційній бібліотеці блоків LDRaw.org). Технічних обмежень для створення власноруч немає.

## Репозиторій моделей
OMR (англ. Official Model Repository, досл. «репозиторій офіційних моделей») — репозиторій моделей у форматі LDraw створених на основі офіційних наборів LEGO®. На відміну від сайтів які надають лише список деталей наборів, в OMR репозиторії доступні повністю зібрані моделі. Користувачі сайту LDraw.org можуть додавати готові моделі у репозиторій OMR, якщо раніше їх не додали інші користувачі.
Користувачі також створюють власні репозиторії моделей у форматі LDraw.

## Програмне забезпечення
Для LDraw створено велику кількість різноманітного програмного забезпечення, серед якого можна виділити кілька категорій:
- Редактори блоків — для створення бібліотек блоків;
- Редактори моделей — для створення моделей з використанням готових бібліотек блоків;
- Переглядачі файлів LDraw та програми для рендерингу;
- Дизайнери інструкцій зі збирання моделей;
- Допоміжні програми для специфічних завдань (наприклад, для аналізу вмісту файлів LDraw[126], тощо[127]);
- Конвертери - програми для конвертації файлів у LDraw формат, чи навпаки файлів LDraw у інші формати[128][129][130].

Переважній більшості користувачів для створення віртуальних моделей Lego достатньо лише редактора моделей LDraw.
| Назва      | Ліцензія коду | Операційна система      | Коментар                                             |
| ---------- | ------------- | ----------------------- | ---------------------------------------------------- |
| L-CAD      |               | Windows, Linux (з Wine) |                                                      |
| Bricksmith | вільне ПЗ     | Mac OS                  |                                                      |
| LDCad      | безплатне ПЗ  | Linux, Windows          | програма має розширені налаштування прив'язки блоків |
| LeoCAD     | вільне ПЗ     | Linux, Mac OS, Windows  |                                                      |
| LPub3D     | вільне ПЗ     | Linux, Mac OS, Windows  | форк програм LeoCAD, LPub, LDView, та інших          |
| MLCAD      | безплатне ПЗ  | Windows, Linux (з Wine) |                                                      |

## Галерея

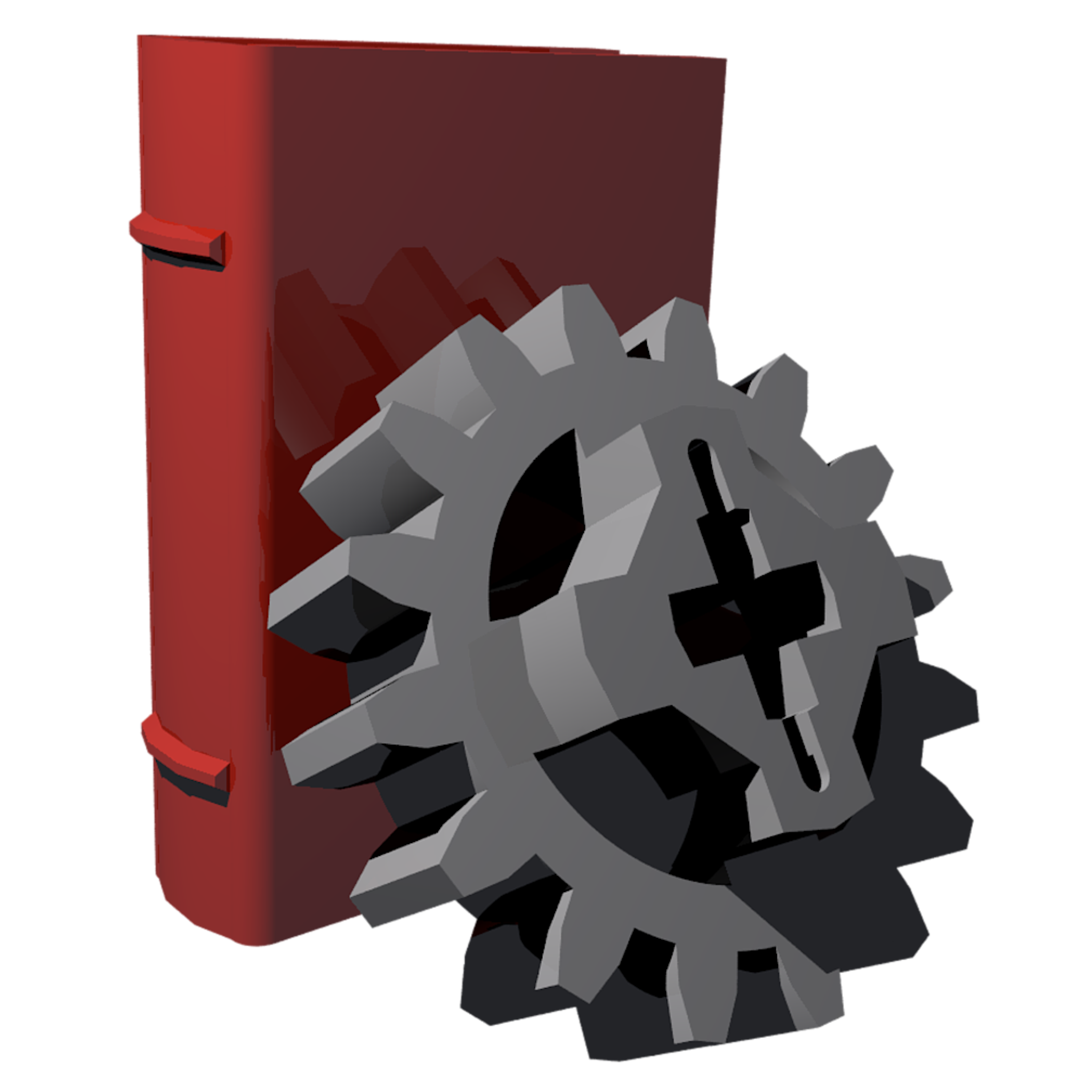
Логотип LPub3D є рендером блоків LDraw у POV-Ray.
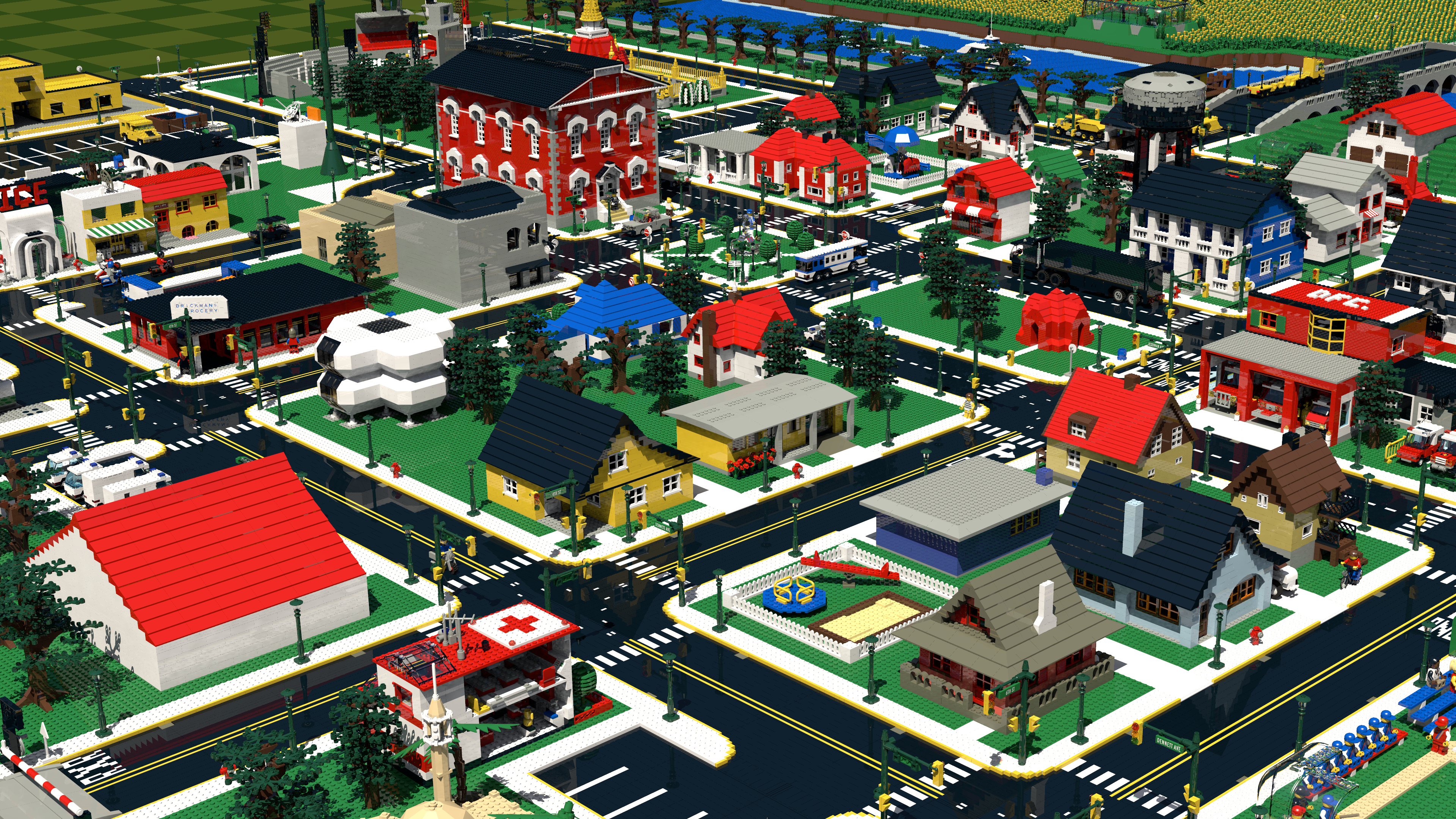
Містечко «Datsville», найбільша модель LDraw створювана спільнотою з 1999[133][134][135][136][137].

#### Відео
- Jean-Philippe Ouellet (5 серпня 2017). LDraw: computer-aided design for serious LEGO fans.— SHA2017[en][138][139] (Архівна копія // Internet Archive)
- Orion Pobursky (жовтень 2020). LDraw: Computer Assisted Lego Design на YouTube.— BrickCon[en] 2020.
- Orion Pobursky (жовтень 2021). Intoduction to LDraw на YouTube.— BrickCon[en] 2021.
- Orion Pobursky (6 серпня жовтень 2023). LDraw Demo Reel 2004 на YouTube. ("In 2004 James Reynolds, Anton Raves, and Pieter Desnerck created a demo reel to showcase LDraw and Anton's POV-Ray library. Long thought to be lost to the sands of time, it was recently rediscovered.")
- Fun Met Bob (27 серпня 2023). Digitaal LEGO® bouwen in LDraw met Jaco на YouTube.(нід.) ("Jaco van der Molen, bekend van LEGO Masters, vertelt ons over LDraw: Een verzameling van programma's + bibliotheek om digitaal LEGO® te bouwen!")